# Discoplax longipes
Discoplax longipes is een krabbensoort uit de familie van de Gecarcinidae. De wetenschappelijke naam van de soort is voor het eerst geldig gepubliceerd in 1867 door A. Milne-Edwards.